# EA Mobile
EA Mobile Inc. là một studio phát triển trò chơi video của Mỹ của nhà phát hành Electronic Arts (EA).
Hoạt động kinh doanh chính của studio là sản xuất game cho điện thoại di động. Nó cũng đã sản xuất phần mềm giải trí liên quan đến khác như nhạc chuông ứng dụng, cũng như trò chơi dành cho các nền tảng khác như PDA và máy tính cá nhân. EA Mobile sản xuất các trò chơi với nhiều thể loại khác nhau, chẳng hạn như trò chơi chiến đấu, trò chơi giải đố và các tựa game thể thao. Các sản phẩm nổi tiếng nhất của họ cho đến nay bao gồm The Sims, Need for Speed và FIFA cũng như bản di động của trò chơi giải đố nổi tiếng Bejeweled, bản chuyển đổi cho Pocket PC của trò chơi PC Worms World Party và NFL, NBA của họ, và các trò chơi mang thương hiệu MLB, ngoài việc giữ giấy phép cho các phiên bản di động của Tetris và các trò chơi Monopoly khác nhau. Công ty có mối quan hệ với tất cả các nhà cung cấp dịch vụ không dây lớn ở Bắc Mỹ, như Sprint, Verizon và AT&T, cũng như nhiều nhà mạng nhỏ ở Bắc Mỹ và một số nhà mạng lớn ở châu Âu và châu Á. Công ty có văn phòng tại Los Angeles, Montreal, London, Tokyo, Hyderabad, Honolulu, Bucharest và São Paulo.
Là một công ty xuất bản trong ngành công nghiệp trò chơi video không dây, dịch vụ chính của EA Mobile đang liên kết các nhà phát triển trò chơi, những người thường phát triển các trò chơi từ ý tưởng đến phần mềm có thể chơi được, với các nhà cung cấp dịch vụ viễn thông không dây hoặc "nhà cung cấp", bán trò chơi cho khách hàng của họ. Để kết thúc này, họ duy trì mối quan hệ mạnh mẽ với các công ty lớn trong cả hai nhóm. Ngoài ra, họ tạo, mua và duy trì các thư viện phần mềm độc quyền để hỗ trợ các nhà phát triển mà họ có mối quan hệ làm việc, một thông lệ chung giữa các nhà xuất bản trò chơi điện tử. Công ty cũng làm phần lớn công việc liên quan đến đảm bảo chất lượng cho các trò chơi của họ.